# سانفرانسیسکو دل مونته
سانفرانسیسکو دل مونته (به اسپانیایی: San Francisco del Monte de Oro) یک منطقهٔ مسکونی در آرژانتین است که در بخش ایاکوچو (سان لوئیس) واقع شده‌است.